# Manzano (Nowy Meksyk)
Manzano – jednostka osadnicza w Stanach Zjednoczonych, w stanie Nowy Meksyk, w hrabstwie Torrance.